# Fondo globale per la lotta all'Aids, la tubercolosi e la malaria
Il Fondo globale per la lotta all'Aids, la tubercolosi e la malaria è un'organizzazione non governativa che fornisce sovvenzioni per sostenere interventi costo-efficaci e tecnicamente validi per la prevenzione delle infezioni e per fornire cure, assistenza e sostegno per le persone infette e da HIV, tubercolosi e malaria. 
I risultati delle attività del Fondo, a giugno 2010, testimoniano la sua specifica importanza, nel contesto della Global Health. Dalla sua istituzione, il Fondo ha infatti approvato circa 600 progetti di finanziamento, distribuiti tra 140 Paesi per un valore totale di 19,1 miliardi di dollari. In poco più di otto anni di attività, il Fondo è riuscito a salvare circa 5,7 milioni di vite umane. 
A partire dal 2016, 11 milioni di persone sono sotto trattamento antiretrovirale, 17,4 milioni di pazienti in trattamento anti-tubercolosi, e 795 milioni di zanzariere trattate sono state distribuite ai fini della prevenzione della malaria. Il Fondo Globale per la lotta all'AIDS, la tubercolosi e la malaria  è sovvenzionato, oltre che dai singoli stati anche dalla Product Red, un'organizzazione benefica fondata tra gli altri, anche da Bono Vox, frontman degli U2. 
L'italia, che è stata una delle fondatrici del fondo, nel 2011 è uscita dal consiglio di amministrazione a causa del mancato versamento dei fondi promessi.
Il 16 dicembre 2009 gli è stato riconosciuto lo status di osservatore dell'Assemblea generale delle Nazioni Unite.